# كينتو هاشيموتو (1999)
كينتو هاشيموتو (باليابانية: 橋本 健人) (مواليد 8 ديسمبر 1999) هو لاعب كرة قدم ياباني.

## وصلات خارجية
- كينتو هاشيموتو (1999) على موقع رابطة كرة القدم اليابانية للمحترفين (اليابانية)
- كينتو هاشيموتو (1999) على موقع قاعدة بيانات كرة القدم.إي يو (الإنجليزية)
- كينتو هاشيموتو (1999) على موقع Soccerway.com (الإنجليزية)
- كينتو هاشيموتو (1999) على موقع عالم كرة القدم.نت (الإنجليزية)